# Basiliek van Onze-Lieve-Vrouw van Goede Hoop
De Basiliek van Onze-Lieve-Vrouw van Goede Hoop (Frans: Basilique Notre-Dame de Bonne-Espérance) is een basiliek in de Belgische plaats Vellereille-les-Brayeux in de Henegouwse gemeente Estinnes. Het is sinds de verheffing door paus Pius XII op 26 april 1957 een basilica minor. Ze is toegewijd aan Onze-Lieve-Vrouw. De basiliek is de abdijkerk van de voormalige Abdij van Bonne-Espérance van de norbertijnen. In de abdij is een school van secundair onderwijs gevestigd, het collège Notre-Dame de Bonne-Espérance, een voormalig kleinseminarie.
De kerk werd erkend en beschermd door koninklijk besluit als monument van bouwkundig erfgoed op 22 januari 1973, en viel later onder de bescherming van het Agence wallonne du Patrimoine (Patrimoine culturel immobilier classé de la Wallonie) en is in 2013 opgenomen in de relatief beperkte lijst van uitzonderlijk erfgoed, de Patrimoine immobilier exceptionnel de la Région wallonne.

## Geschiedenis
Een eerste, romaanse abdijkerk werd gebouwd in 1132, volgens de kronieken van de laat-17e-eeuwse abt Englebert Maghe van de abdij. In 1212 werd aan deze kerk een toren gebouwd. Afgezien van deze data die in de voornoemde kronieken worden genoemd, is er geen andere informatie beschikbaar over dit eerste gebouw, waarvan geen overblijfselen bewaard zijn gebleven.
Onder abt Jean de Moustiers (1253-ca. 1270) werden verschillende abdijgebouwen verbouwd of zelfs herbouwd. In 1266 werd de eerste kerk vervangen door een constructie in gotische stijl. Alleen de oorspronkelijke toren bleef toen bewaard. De tweede abdijkerk werd voltooid in 1274 onder de prelatuur van abt Adam de Cousolre en in hetzelfde jaar ingewijd door Ingelram, bisschop van Kamerijk.

Plan van de basiliek:
1 Neoklassieke abdijkerk
2 Gotische toren
3 Sacristie
4 Ambulatorium
5 Klooster
Fundamenten van de 13e e. abdijkerk
Imaginaire reconstructie 13e e. abdijkerk
Imaginaire reconstructie 15e-16e eeuw
Fundamenten 13e-14e eeuw
Fundamenten 15e-16e e., incl. toren
17e eeuw
18e eeuw
20e eeuw

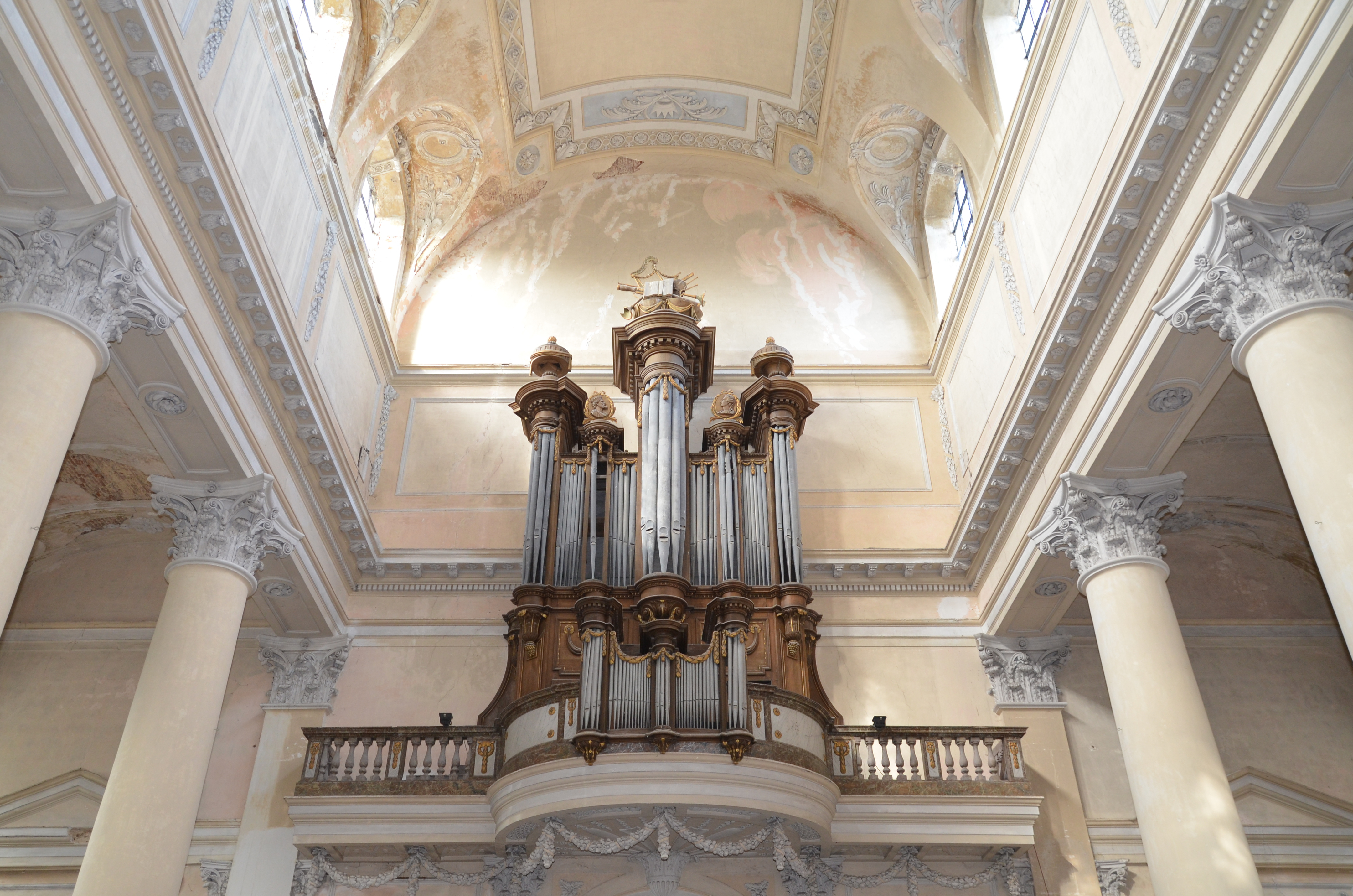
Orgel uit 1768 ontworpen door Pierre Van Peteghem

Verschillende elementen van deze tweede kerk zijn nog steeds aanwezig. Een opgravingscampagne, uitgevoerd in het interbellum en verdiept in de jaren 1950, lieten toe de fundamenten van de kooromgang en de vijf straalkapellen van het koor in het chevet van de huidige basiliek bloot te leggen. Aan de voorzijde vond men restanten van het transept en een travee van de noordelijke zijbeuk met gewelfbegin, alsmede een spitsboogdeur die ooit de kloostergang met het transept verbond. Ten slotte is de spitsboog van een venster in de zuidelijke zijbeuk nog steeds zichtbaar aan de voet van de huidige toren.
De oude toren van de eerste kerk, gebouwd in 1212, stortte in 1277 in, waarbij een deel van het gloednieuwe schip werd verwoest. De wederopbouw van deze toren begon het jaar daarop, maar het werk lijkt nooit te zijn voltooid. Enkele eeuwen later, onder abt Antoine de Merdorp (ca. 1473-1495), werd de kerk aangepast. Het schip werd inderdaad verkleind met verschillende traveeën en een nieuwe gotische toren (de huidige klokkentoren) werd gebouwd, bekroond door een spits.
Op 10 november 1568, midden in de godsdienstoorlogen, vielen de troepen van de Willem van Oranje de abdij binnen om deze te plunderen en vervolgens de gebouwen in brand te steken. De gotische abdijkerk werd grotendeels verwoest: volgens de kronieken van abt Englebert Maghe bleven alleen de vijf straalkapellen en de toren relatief intact. Onder abt Nicolas Chamart (1607-ca. 1642) werd een wederopbouwcampagne ondernomen, dankzij de vrijgevigheid van de aartshertogen Albrecht en Isabella. Het meubilair van de abdijkerk werd vernieuwd; Een nieuwe spits, een klok en een beiaard werden aan de toren toegevoegd.
In 1770 werd architect Laurent-Benoît Dewez belast met het ontwerp voor de bouw van een derde abdijkerk in neoklassieke stijl. De gotische kerk werd afgebroken (met uitzondering van de 15e-eeuwse toren) en de nieuwe abdijkerk werd voltooid in 1776. De torenspits van de toren werd op 27 februari 1776 door de bliksem getroffen en vervangen door een kleine achthoekige koepel. De neoklassieke abdijkerk is 58 m lang en 23 m breed voor de beuken. Het bouwwerk heeft een schip van zeven traveeën, zijbeuken, een transept, een koor en een valse kooromgang onder afdak. De traveeën van het middenschip hebben gewelfde lateien, terwijl die van de zijbeuken, het transept en het koor halvemaanbogen vormen.
Het hoofdaltaar van het koor in wit marmer dateert uit 1779 en is het werk van de architect Louis Montoyer. Twee andere kleine marmeren altaren bevinden zich in het transept en dateren uit 1777. Het middenschip is versierd met eikenhouten koorbanken, bekroond door medaillons. Deze bas-reliëfs zijn het werk van de in Brussel gevestigde beeldhouwer Augustin Ollivier uit Marseille en stellen de twaalf apostelen voor.
De basiliek herbergt twee orgels. 
Het orgel dat op de galerij staat, werd in 1768 ontworpen door Pierre Van Peteghem. Het was ontworpen, en werd aanvankelijk geleverd aan de abdij van Affligem, die na de Franse Revolutie werd opgeheven. Het orgel werd toen daar ontmanteld en in 1807 verworven door François-Joseph Hirn. Het orgel werd per boot naar Doornik vervoerd en vervolgens daar in de kathedraal gemonteerd. In 1851 leverde de firma Ducroquet een nieuw orgel aan de kathedraal. Het orgel van Van Peteghem werd daarom ontmanteld en arriveerde in 1865 in Vellereille-les-Brayeux om te worden geïnstalleerd in de reeds bestaande orgelkast van de abdijkerk, waar eerder een orgel gebouwd door Adrien Rochet was geplaatst, dat evenwel in 1784 was geroofd door revolutionairen. Het is een van de belangrijkste orgels in de Zuidelijke Nederlanden, met 37 stemmen op drie klavieren.
In 1900 werd besloten om een tweede instrument, een koororgel, in de basiliek te installeren. Dit orgel werd in 1900 gebouwd door Pierre Schyven en in de jaren 1950 aangepast door Aloïs Thunus. Het orgel heeft 15 stemmen op twee manualen en een pedaal. De transmissie is pneumatisch buisvormig. Het werd in 2015 gerestaureerd door de orgelbouwer Franck Mahieu.